# Big Brave
Big|Brave est un groupe de metal expérimental canadien, originaire de Montréal.

## Biographie
C'est en 2012 que le groupe se forme à Montréal, Québec, avec Robin Wattie au chant et à la guitare, Mathieu Bernard Ball à la guitare et Louis-Alexandre Beauregard à la batterie. Le trio pratique dans un premier temps une musique Folk minimaliste. Dès 2013 sort un premier EP, An Understanding Between People suivi en 2014 de Feral Verdure, leur premier album autoproduit. Peu après la sortie du disque, le groupe est invité en tant que première partie de Thee Silver Mt Zion pour un concert qui a lieu à Montréal. Efrim Menuck, chanteur et guitariste du groupe, s'éprend de Big|Brave et les invite à ouvrir l'ensemble des concerts de la tournée qu'ils doivent faire avec Godspeed You! Black Emperor.
En 2015, le groupe rentre en studio avec Efrim Menuck qui produit leur nouvel opus, Au De La. Peu après, Big|Brave signe sur le label Southern Lord Records. La musique du groupe commence à évoluer et incorporer des éléments de Drone et de Post-Rock. Le groupe part en tournée notamment en soutien de Sunn O))).
Ardor, le troisième album du groupe paraît en 2017, sur lequel on peut retrouver comme invités Jessica Moss, de A Silver Mt. Zion, au violon et Thierry Amar, de Godspeed You! Black Emperor, à la contrebasse. 
Louis-Alexandre Beauregard quitte le groupe en 2018, il est remplacé par Loel Campbell. En 2019 parait A Gaze Among Them, album produit par Seth Manchester (Lingua Ignota, The Body, Alexis Marshall...) au studio Machine With Magnets à Pawtucket, Rhode Island. Campbell est empêché de participer à la tournée qui suit et est remplacé par Tasy Hudson,. 
2021 voit le groupe sortir deux albums coup sur coup. Vital, chez Southern Lord Records, puis Leaving None But Small Birds, chez Thrill Jockey Records, qui est une collaboration avec le groupe de Metal expérimental The Body. Ce dernier disque tranche avec les productions récentes des deux groupes et marque un retour aux sources folkloriques pour Big|Brave.
Le 24 février 2023 sort Nature Morte chez Thrill Jockey. Celui-ci est nommé sur la Longue liste du Prix de musique Polaris.
Le 19 avril 2024 parait A Chaos of Flowers chez Thrill Jockey. Les textes des morceaux sont inspirés par les textes de poétesses du 19e et du 20e siècle comme Renée Vivien ou Emily Dickinson. 

## Membres
- Robin Wattie : Chant, guitare (depuis 2010)
- Mathieu Ball: Guitare (depuis 2010)
- Tasy Hudson : Batterie (depuis 2019)

## Discographie

### Albums studio
- 2014 - Feral Verdure
- 2015 - Au De La
- 2017 - Ardor
- 2019 - A Gaze Among Them
- 2021 - Vital
- 2023 - Nature Morte
- 2024 - A Chaos of Flowers

### Collaborations
avec The Body
- 2021 - Leaving None But Small Birds